# Pontificia Universidad Católica de Chile
Pontificia Universidad Católica de Chile – uczelnia w Chile, zlokalizowana w Santiago. 
Uniwersytet składa się z 18 wydziałów, w tym szkół i instytutów; instytut interdyscyplinarny i program UC College. Razem obejmują wszystkie obszary wiedzy. Posiada cztery kampusy w Santiago i jeden w Villarrica na południu Chile. 